# Tomba dell'Arciere
La tomba dell'Arciere è una tomba etrusca situata in località La Collina, nel comune di San Casciano in Val di Pesa.

## La tomba
La tomba presenta una camera sepolcrale perfettamente quadrata che misura 5,30 metri per lato. I muri perimetrali sono realizzati con lastre di alberese. Le due pareti di destra e di sinistra pendono per qualche decina di centimetri. La parete di fondo invece presenta un lastrone di calcare. Il pavimento, originale per circa due terzi, è impiantito a lastre di alberese.
La camera, preceduta da un brevissimo dromos che significa corridoio all'aperto , è quadrata e la porta è rivolta verso Ovest. Gli stipiti della porta presentano una scanalatura usata come battente per la porta e una fessura che serviva per imperniare la porta ad essa.
La tomba è priva della copertura, ma in loco sono stati ritrovati ampi resti della medesima. Per una ricostruzione ideale possiamo immaginare una copertura di tipo ellittico, del tipo a falsa-cupola, a gradoni, dal profilo interno continuo, molto diversa quindi da quella delle tombe di Castellina, di Quinto o di Comeana.
Partendo all'altezza dell'architrave, le pietre di copertura erano disposte a filari regolari. Le pietre rimaste sono di taglio molto regolare e misurano 1,40 metri × 0,60 e spessi, in genere, tra gli 8 e i 15 centimetri. Gli elementi d'angolo presentano invece un taglio curvo concavo.
Notevole il pilastro centrale monolitico che emerge dal terreno per circa 2,25 metri (originariamente l'altezza doveva essere di 4 metri) e il lastrone rettangolare che faceva da chiusura della volta. Quest'ultimo era di dimensioni enormi (4,70 × 2,70 × 0,25) dal peso di circa 80 quintali ed è stato recuperato in sette pezzi. Non da meno sono anche l'architrave della porta, gli stipiti e in generale tutte le superstiti pietre della copertura che invece si assestano su un peso di circa 20 quintali l'una.
Le pietre ritrovate sono state disposte intorno allo scavo.
La zona in cui fu realizzata la tomba è priva di questo tipo di pietre, che probabilmente furono prelevate dalla Val d'Elsa. Il trasporto deve essere stato molto difficoltoso dal momento che la Val d'Elsa dista circa 20 chilometri e inoltre, c'erano da superare tre crinali (1° Tavarnelle-Montespertoli, 2° San Donato in Poggio-San Pancrazio-3° Montefiridolfi-Sant'Angelo) e tre valli (Elsa, Virginio e Pesa).

### Il corredo funebre
Al momento della scoperta la tomba era già stata depredata da ignoti, ma qualcosa era sfuggito al saccheggio: alcuni vasi, come un kyathos o kantharos che presentava resti di un'iscrizione alla base, due grandi ziri con i relativi coperchi.
Tra gli oggetti preziosi sono stati rinvenuti: una placchetta in avorio con decorazioni di animali, una fibula in oro dalle forme di una sanguisuga che probabilmente faceva parte di una parure di cui è stato ritrovato un frammento, un frammento di fibula in argento e alcuni frammenti di ambra. Tutti questi frammenti sono serviti per poter datare con una certa precisione la tomba che dovrebbe risalire al terzo quarto del VII secolo a.C.

## La stele dell'arciere

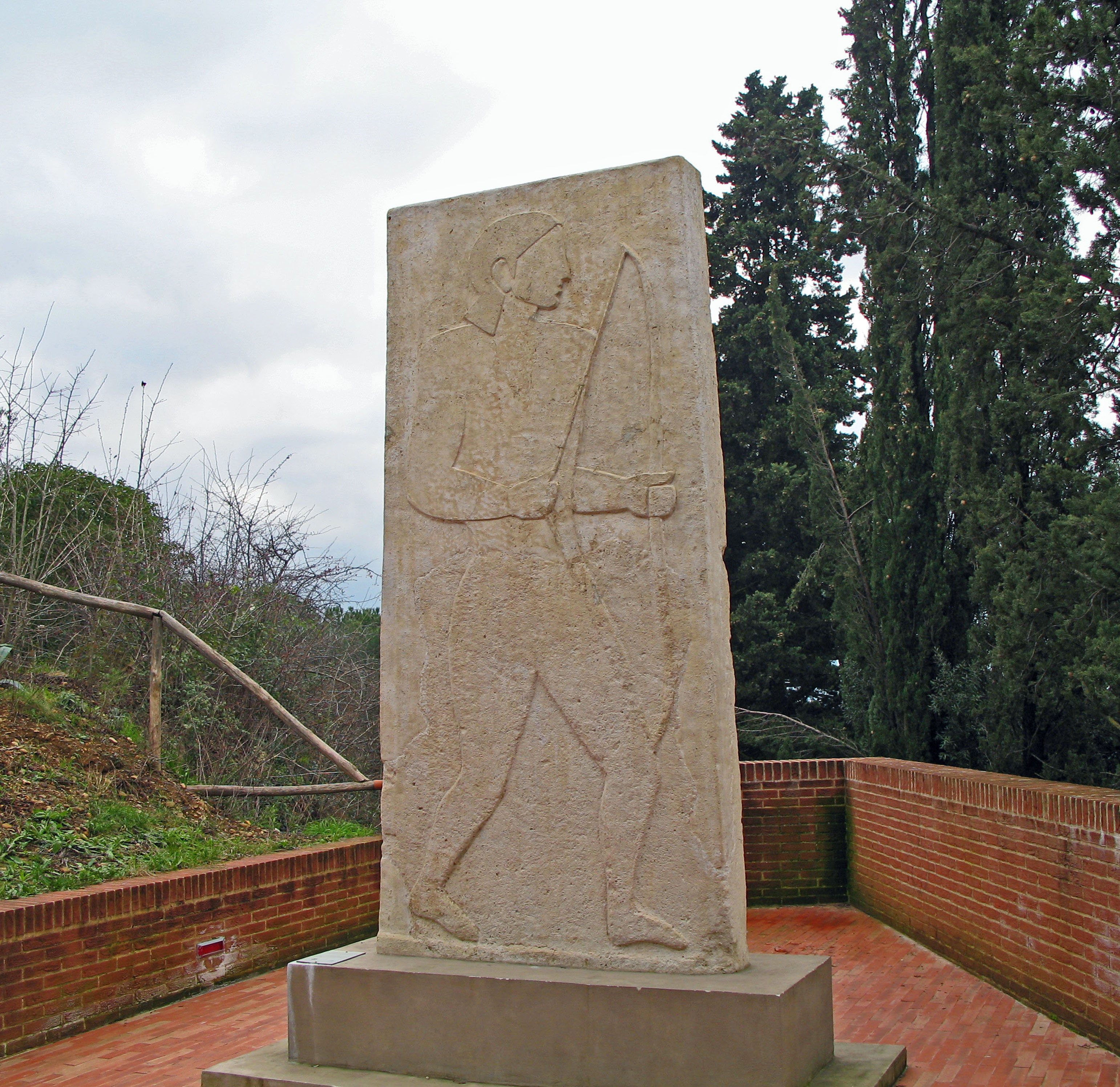
La stele ricostruita

Oltre alle pietre di copertura, durante lo scavo venne alla luce anche una stele, a bassissimo rilievo (1,5 centimetri), raffigurante una figura maschile armata di arco. Della stele è stata ritrovata solo la parte inferiore.
È di dimensioni monumentali. La parte ritrovata misura infatti 2,15 metri e pesa intorno ai 20 quintali. Ipoteticamente si può immaginare che la stele doveva essere alta circa 3,70 metri per uno spessore di circa 25 centimetri. Doveva essere di forma trapezoidale. Il tipo di pietra utilizzata è lo stesso di quelle di copertura.
Dopo il ritrovamento la stele è stata tenuta nei magazzini del Museo Archeologico di Firenze fino all'inizio del XXI secolo quando fu posta sotto una teca in vetro prima nel giardino e poi successivamente all'interno del Museo di San Casciano.
Una ricostruzione della stele completa è stata posta alla fine degli anni novanta del XX secolo nel parco del Poggione a San Casciano in Val di Pesa.

### L'iconografia
La figura raffigurata è quella di un uomo, probabilmente un cacciatore o un guerriero nell'atto di camminare verso destra. Sulla parte destra è visibile la parte inferiore di un arco di cui è riconoscibile anche la corda, tesa, che sembra essere sul punto di scoccare una freccia. È una figura abbastanza insolita nell'iconografia etrusca e non è possibile paragonarla ad altre stele dell'VII secolo a.C. (ad esempio quella di Aule Feluske di Vetulonia)

### La collocazione della stele
Molto probabilmente la stele era collocata sulla sommità del tumulo. Date le ridotte dimensioni della zeppa con cui era collocata nel terreno (45 centimetri), è probabile che la stele sia crollata non molti anni dopo la sua posa e si sia spezzata in più parti. La maggiore di esse, quella inferiore, venne riutilizzata, dopo essere stata adeguata, come definitiva chiusura delle tomba. Nella parte sinistra sono evidenti dei segni di scasso. Quindi evidentemente i ladri riuscirono a rovesciarla e a depredare il sepolcro.

## Il crollo e il ritrovamento della tomba

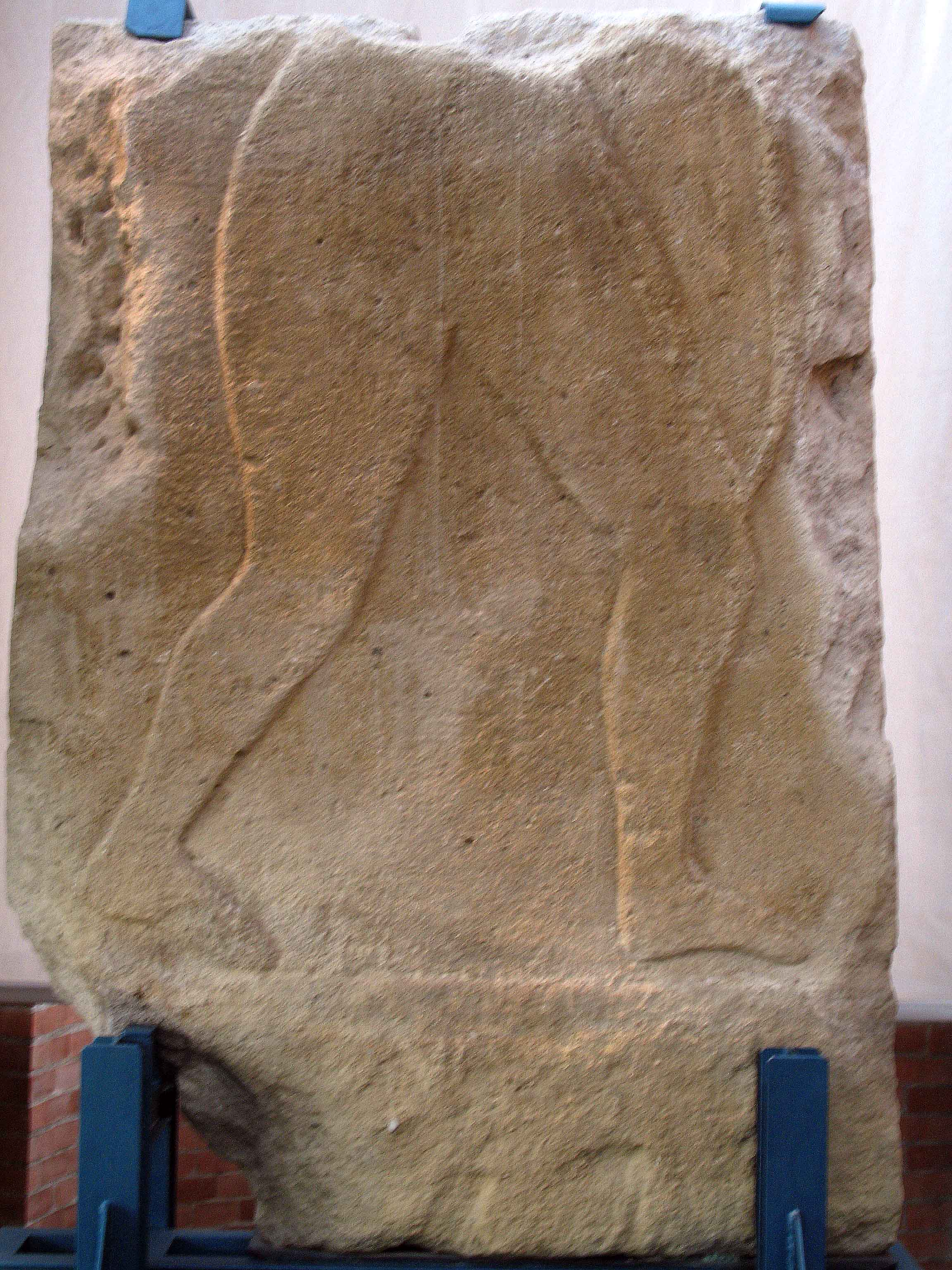
La stele originale (Museo di San Casciano)

### Il crollo
Per realizzare la tomba fu necessario scavare la cima della collina. Il materiale di scavo fu poi riutilizzato per ricoprire la costruzione, che quindi doveva avere la classica forma a tumulo. Il crollo probabilmente avvenne per cause naturali. Sicuramente influirono gli eventi atmosferici, l'erosione naturale e anche la forte pendenza del terreno.
Da non sottovalutare anche il fatto che la zona è stata ininterrottamente abitata nel corso dei secoli e quindi è stata sempre utilizzata per lavori agricoli. A questa motivazione è da imputare anche la presenza di un intruso affiorato durante lo scavo. Tra tutti i reperti recuperati c'era anche una moneta in argento della fine del XVI secolo in pieno periodo granducale. Inoltre il pavimento presentava tracce di fuoco. Si può quindi ipotizzare che dopo la profanazione, la tomba sia stata utilizzata come abitazione o come ricovero per animali almeno fino alla fine del Cinquecento, epoca in cui qualcuno perse la moneta. A conferma del fatto che il crollo sia abbastanza recente c'è il toponimo popolare del luogo: La Cupola.

### Il ritrovamento
La scoperta avvenne casualmente nell'aprile del 1978 durante dei lavori agricoli. La pala di un mezzo meccanico fece riaffiorare delle pietre di arenaria ben lavorate. I lavori furono sospesi e dopo un sopralluogo la Soprintendenza Archeologica di Firenze aprì un cantiere sotto la direzione del dottor Giuliano De Marinis. I lavori durarono per tutto il mese di giugno e luglio